# 王嬌
王 嬌 (中国語: 王 娇、ラテン表記: Wang Jiao、1988年1月20日 - ）は、中国・ 遼寧省瀋陽出身の女子レスリング選手である。2008年北京オリンピック72kg級の金メダリスト。
王旭の後を受け、北京オリンピックに出場。初戦でジェニー・フランソン、準々決勝でアリ・バーナード、準決勝で浜口京子、そして決勝でスタンカ・ズラテバをそれぞれ破り金メダルを獲得した。
2012年ロンドンオリンピックにも出場し、初戦でアマラチ・オビアジュンワ、準々決勝でスベトラーナ・サヤエンコをそれぞれ破るも準決勝でナタリア・ボロベワに敗れ3位決定戦に回るが、グーゼル・マニウロワに敗れメダル獲得ならず。